# 太伯 (曹)
太伯（たいはく）は、西周の諸侯である曹の第2代の君主。姓は姫、名は脾。曹叔振鐸の子として生まれた。曹叔振鐸の後をうけて曹国の君主となった。仲君の父。